# João Scognamiglio Clá Dias
João Scognamiglio Clá Dias(São Paulo, 15 de agosto de 1939-Franco da Rocha, São Paulo, 1 de noviembre de 2024) sus restos fueron colocados en la basílica Nuestra Señora del Rosario casa donde el vivía en la capilla lateral de nuestra Señora del Buen Consejo, sus cuerpo reposa en dicha basílica de la casa de los Heraldos del Evangelio, fue un sacerdote brasileño, fundador de la Asociación Internacional Privada de Fieles de Derecho Pontificio Heraldos del Evangelio, de la Sociedad de Vida Apostólica de Derecho Pontificio Virgo Flos Carmeli y de la Sociedad de Vida Apostólica de Derecho Pontificio Regina Virginum.

## Biografía

### Nacimiento e infancia
Nació en São Paulo, Brasil, el 15 de agosto de 1939. Sus padres fueron Antonio Cla Díaz (nacido en Ceuta) y Annita Scognamiglio (brasileña hija de italianos),  familia de inmigrantes europeos de e católica.
La fe de João Clá se manifestó desde temprano; ya que desde los bancos escolares procuraba organizar movimientos que favorecieran a los jóvenes dar una orientación virtuosa de su existencia. Tuvo parte activa de las Congregaciones Marianas, y el 23 de mayo de 1957 ingresó en la Orden Tercera del Carmen de los Padres Carmelitas de la antigua observancia, en la misma ciudad de São Paulo.

### Comienzos
Hizo estudios secundarios en el Colegio Estatal Roosevelt y cursó Derecho en la Facultad del Largo de São Francisco, de São Paulo. En la universidad fue un activo líder universitario católico, algo no muy frecuente en los años que precedieron al parisino mayo del 68.
Encontró que la música sería un eficaz medio de evangelización, y por ello perfeccionó sus conocimientos en este arte con el reconocido maestro Miguel Arqueróns, director de la Coral Paulistana del Teatro Municipal de  São Paulo

### Siguiente etapa
Desde joven quiso profundizar en el conocimiento de la doctrina, lo que lo llevó a realizar estudios teológicos tomistas con grandes catedráticos de Salamanca (España) como el P. Arturo Alonso O.P., el P. Marcelino Cabreros de Anta C.M.F., el P. Victorino Rodríguez y Rodríguez O.P., el P. Esteban Gómez O.P., el P. Antonio Royo Marín O.P., el P. Teófilo Urdánoz O.P. y el P. Armando Bandera O.P. Como demostración de su agradecimiento a esos maestros, divulgó las biografías de algunos de ellos con ediciones en España y los Estados Unidos: “Antonio Royo Marín, maestro de espiritualidad, brillante predicador y famoso escritor”, “P. Cabreros de Anta CMF, firme pilar del Derecho Canónico en nuestro siglo”.
Posteriormente el fruto de esos estudios fue la fundación de institutos para la formación intelectual y doctrinal partiendo de la idea del Doctor Plinio Correa de Oliveira, los Heraldos del Evangelio: El Instituto Filosófico Aristotélico-Tomista  (IFAT) y el Instituto Teológico Santo Tomás de Aquino, como también el Instituto Filosófico-Teológico Santa Escolástica, para la rama femenina de los Heraldos.

## Vida personal
Es Canónigo Honorario de la Basílica Pontificia Santa María la Mayor en Roma, y también Protonotario Apostólico. Se graduó en Filosofía y Teología por el Centro Universitario Italo-Brasilero de San Pablo, y es Licenciado en Humanidades por la Pontificia Universidad Católica Madre y Maestra de República Dominicana. También es Maestro en Derecho Canónico del Pontificio Instituto Superior de Derecho Canónico de Río de Janeiro, Doctor en Derecho Canónico de la Pontificia Universidad Santo Tomás de Aquino de Roma (Angelicum), y Doctor en Teología de la Pontificia Universidad Bolivariana de Medellín.

### Otros afines
En 1970 inició una experiencia de vida comunitaria en un antiguo inmueble benedictino de San Pablo. Tras numerosas dificultades, aquella experiencia adquirió solidez, dando origen al movimiento de evangelización dirigido hoy por Mons. João Clá. Se multiplicaron -a partir del foco originario-, casas de vida comunitaria donde sus miembros se dedican a la oración y al estudio como preparación para la acción evangelizadora que llevaba adquirida de su tiempo de comunidad en la fundación TFP fundada por el Dr. Plinio Correa de Oliveira. Jurídicamente este movimiento tomó la forma de una Asociación Privada de Fieles, los Heraldos del Evangelio, en la diócesis de Campo Limpo (Brasil). Y como consecuencia de difusión por diversos puntos del orbe, la Asociación fue reconocida definitivamente por la Santa Sede, el 22 de febrero de 2001, como una Asociación Internacional Privada de Fieles de Derecho Pontificio, que hoy extiende su actividad a cerca de 70 países en los cinco continentes. Poco tiempo después el Vicariato de Roma confió a los Heraldos del Evangelio encargarse de la iglesia San Benedetto in Piscinula.
Mons. João Clá Dias es el fundador también de la rama femenina de los Heraldos. De esta rama femenina de los Heraldos nació más tarde la Sociedad de Vida Apostólica de Derecho Pontificio Regina Virginum que fue erigida canónicamente en la diócesis de Campo Limpo por Mons. Emilio Pignoli y posteriormente por la Santa Sede de forma definitiva. 
El deseo de una mayor entrega al ideal religioso llevó a Mons. João Clá a prepararse para el ministerio sacerdotal junto con algunos de sus compañeros. Siendo la Orden del Carmen uno de los remotos orígenes de los Heraldos del Evangelio, Mons. Lucio Angelo Renna prelado carmelitano obispo de Avezzano (Italia) en su momento, fue quien acogió los primeros 15 sacerdotes de esta asociación. Todos fueron ordenados presbíteros junto con Mons. João Clá el 15 de junio de 2005 en la Basílica del Carmen, donde 50 años atrás había iniciado sus actividades al servicio de la Iglesia. La ceremonia de ordenación tuvo la presencia del Cardenal Mons. Claudio Hummes, siete obispos y setenta sacerdotes que concelebraron.
Estos primeros sacerdotes Heraldos constituyeron la Sociedad Clerical de Vida Apostólica Virgo Flos Carmeli que fue erigida canónicamente por el propio Mons. Renna, Obispo de Avezzano y posteriormente también de forma definitiva por la Santa Sede. 
Al interior de los Heraldos del Evangelio, Mons. João Clá ha organizado cerca de 50 coros y bandas musicales en los países donde aquellos trabajan. Es regente del Coro y Orquesta Internacional Heraldos del Evangelio que ya ha realizado varias giras musicales por distintos países de Europa y las Américas.
Ha escrito obras de mucha divulgación (algunas llegando a sobrepasar el millón de ejemplares) publicadas en portugués, español, inglés, italiano, francés, polaco y albanés: “Fátima, aurora del tercer milenio”, “El Rosario, la oración de la paz”, “Sagrado Corazón de Jesús, tesoro de bondad y amor”, “Medalla Milagrosa, historia y celestial promesa”, “Viacrucis”, “Jacinta y Francisco, predilectos de María”, “Oraciones para el día-día”, “Madre del Buen Consejo”, “Doña Lucilia” y “Comentarios al Pequeño Oficio de la Inmaculada Concepción”, "Lo Inédito sobre los Evangelios".
Su última realización es la publicación de la obra “El Don de Sabiduría en la Mente, Vida y Obra de Plinio Corrêa de Oliveira”, que consta de 5 volúmenes sobre el líder católico brasileño a quien Mons. João Clá considera su maestro y padre espiritual.
Es actualmente miembro de la Sociedad Internacional Tomás de Aquino, de la Academia Mariana de Aparecida y de la Pontificia Academia de la Inmaculada Concepción. Fue condecorado por su actividad científica y cultural con la Medalla de Ciencias de México y distinguido con título Honoris Causa por el Centro Cultural Universitario Italo-Brasilero de San Pablo.
Es fundador y columnista permanente de la revista Heraldos del Evangelio que se publica en portugués, español, italiano e inglés y en la cual mantiene desde el 2002 su sección “Comentarios al Evangelio”. Mons. João Clá también estimuló y apoyó la publicación de la revista académica “Lumen Veritatis” de la Facultad de los Heraldos del Evangelio que salió a luz en octubre de 2007 y de la cual es igualmente columnista habitual.
Para auxiliar obras de apostolados con dificultades económicas Mons. João Clá creó dentro de la estructura de los Heraldos del Evangelio en Brasil el Fondo de Asistencia “Misericordia” que recolecta donaciones directas.
En el 2005, con su impulso y orientación inició actividades lectivas el Colegio Heraldos del Evangelio Internacional.
La construcción de la iglesia de Nuestra Señora del Rosario en el Seminario de los Heraldos del Evangelio (Brasil) ha sido una de sus más importantes realizaciones, y gracias a su iniciativa está siendo concluido ya el monasterio del Monte Carmelo de la Sociedad Regina Virginum.
A los 76 años de edad, el 2 de junio de 2017, presentó su carta de renuncia a los cargos de superior general de los Heraldos y de superior general de la Sociedad Clerical de Vida Apostólica Virgo Flos Carmeli, limitándose actualmente a la asistencia como padre espiritual y consejero de las organizaciones evangelizadoras por él fundadas.
Falleció en su casa (en el Gran São Paulo), el 1 de noviembre de 2024, festividad de Todos los Santos.
Libros Publicados
Lo Inédito sobre los Evangelios Tomo IV - Comentarios a los Evangelios dominicales solemnidades - Fiestas que pueden ocurrir en Domingo - Miércoles de Ceniza - Tridio Pascual

## Premios y reconocimientos
- El 15 de agosto de 2009 Benedicto XVI, cómo un reconocimiento a Mons. João Clá por toda la obra que ha desempeñado en favor de la Iglesia, entregó por manos del Cardenal Franc Rodé, prefecto de la Congregación para los Institutos de Vida Consagrada y Sociedades de Vida Apostólica, la medalla “Pro Ecclesia et Pontifice”, una de las honras más altas concedidas por el Santo Padre a aquellos que se distinguen por su actuación en favor de la Iglesia y del romano pontífice.[32]